# Pico del Cielo

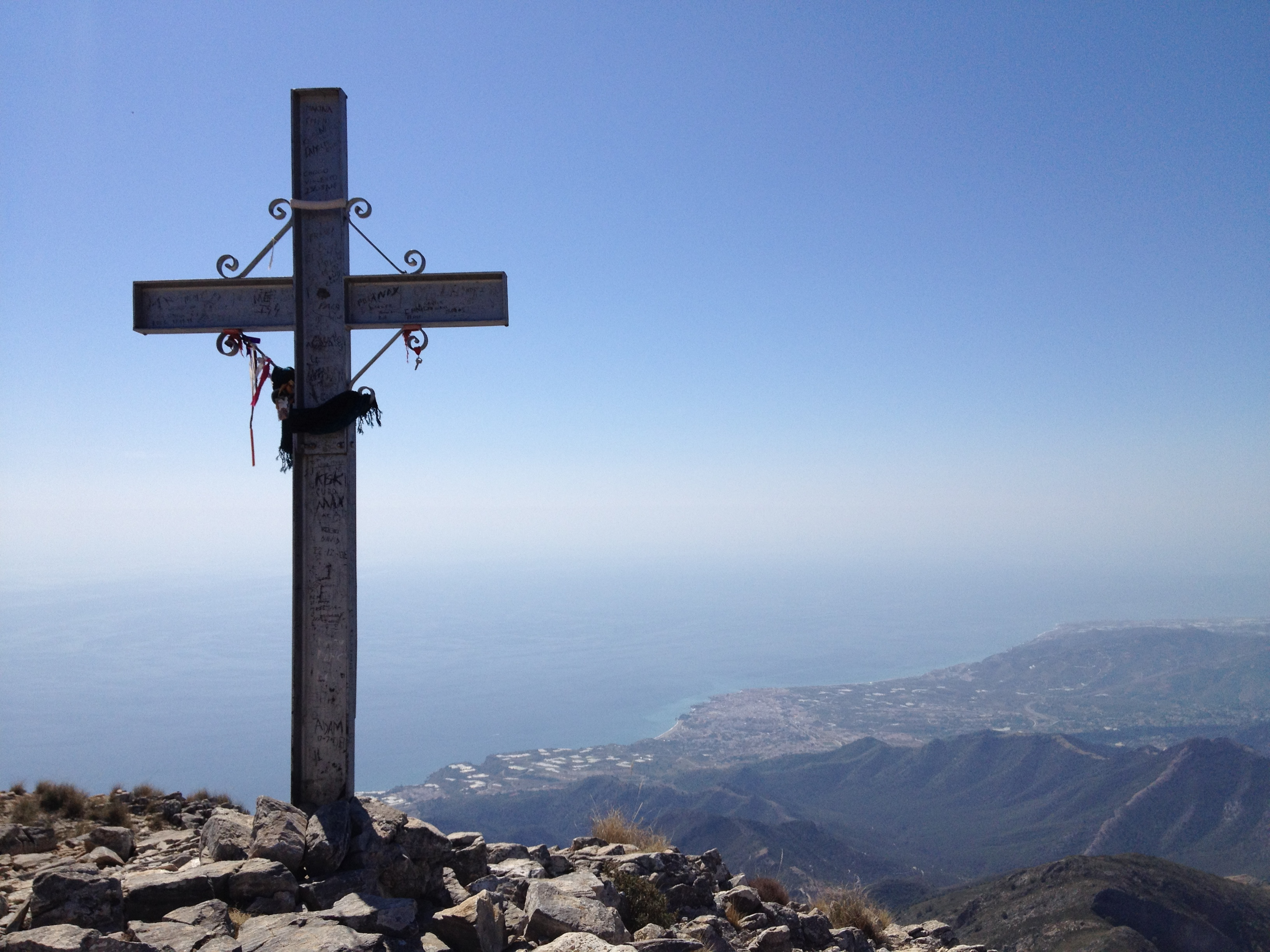
Gipfelkreuz

Der Pico del Cielo (deutsch Himmelsspitze), in manchen Karten auch nur El Cielo (deutsch Der Himmel) genannt, ist ein 1508 msnm hoher Berg im Naturpark Sierras de Tejeda, Almijara y Alhama in der Provinz Málaga in Spanien. Er befindet sich nordöstlich von Nerja.